# Ministrowie spraw zagranicznych Austrii
Lista ministrów spraw zagranicznych Monarchii Habsburgów, Cesarstwa Austriackiego, Austro-Węgier i Austrii. Do powstania 1848 roku kanclerz Austrii był też jednocześnie ministrem spraw zagranicznych.

## Ministrowie spraw zagranicznych Monarchii Habsburgów (1727–1804)[1]
- Johann Christoph von Bartenstein 1727–1753
- Anton Corfiz von Ulfeldt 1742–1753
- Wenzel Anton Graf Kaunitz 1753–1792
- Philipp von Cobenzl 1792–1793
- Franz Maria von Thugut 1793–1800
- Ferdinand von Trauttmansdorff 1800–1801
- Johann Ludwig von Cobenzl 1801–1804

## Ministrowie spraw zagranicznych Cesarstwa Austriackiego (1804–1867)
- Johann Ludwig von Cobenzl 1804–1805
- Johann Philipp von Stadion 1805–1809
- Klemens Wenzel von Metternich 1809–1848
- Karl Ludwig von Ficquelmont 1848
- Johann Philipp von Wessenberg 1848
- Felix zu Schwarzenberg 1848–1852[2]
- Karl Ferdinand von Buol 1852–1859[2]
- Johann Bernard von Rechberg 1859–1864[3]
- Alexander von Mensdorff-Pouilly 1864–1866[2][4]
- Friedrich Ferdinand von Beust 1866–1867[2][5]

## Ministrowie spraw zagranicznych Austro-Węgier (1867–1918)
- Friedrich Ferdinand von Beust 1867–1871[2][5]
- Gyula Andrássy 1871–1879[2]
- Heinrich Karl von Haymerle(inne języki) 1879–1881[6]
- Gustav Kálnoky(inne języki) 1881–1895[7]
- Agenor Gołuchowski 1895–1906[2]
- Alois Lexa von Aehrenthal(inne języki) 1906–1912[2][8]
- Leopold Graf Berchtold 1912–1915[2]
- István Burián 1915–1916[9]
- Ottokar Czernin 1916–1918[10]
- István Burián 1918[9]
- Gyula Andrássy młodszy 1918[11]

## Pierwsza Republika Austrii (1918–1938)
- Victor Adler 1918[12]
- Otto Bauer 1918–1919[13]
- Karl Renner 1919–1920[14]
- Michael Mayr 1920–1921[15]
- Johann Schober 1921–1922
- Walter Breisky 1922[16]
- Leopold Hennet(inne języki) 1922[17]
- Alfred Grünberger(inne języki) 1922–1924[18]
- Heinrich Mataja 1924–1926[19]
- Rudolf Ramek 1926
- Ignaz Seipel 1926–1929
- Ernst Streeruwitz 1929
- Johann Schober 1929–1930[20]
- Ignaz Seipel 1930[21]
- Johann Schober 1930–1932
- Karl Buresch 1932
- Engelbert Dollfuß 1932–1934
- Stephan Tauschitz(inne języki) 1934
- Egon Berger-Waldenegg(inne języki) 1934–1936[22]
- Kurt Schuschnigg 1936
- Guido Schmidt(inne języki) 1936–1938[23]
- Wilhelm Wolf(inne języki) 1938

## Druga Republika Austrii (od 1955)
- Karl Gruber (1945–1953)[24]
- Leopold Figl (1953–1959)[25]
- Bruno Kreisky (1959–1966)[26]
- Lujo Tončić-Sorinj (1966–1968)[27]
- Kurt Waldheim (1968–1970)[28]
- Rudolf Kirchschläger (1970–1974)[29]
- Erich Bielka(inne języki) (1974–1976)[30]
- Willibald Pahr (1976–1983)[31]
- Erwin Lanc (1983–1984)[32]
- Leopold Gratz (1984–1986)[33]
- Peter Jankowitsch (1986–1987)[34]
- Alois Mock (1987–1995)[35]
- Wolfgang Schüssel (1995–2000)[36]
- Benita Ferrero-Waldner (2000–2004)[37]
- Ursula Plassnik (2004–2008)
- Michael Spindelegger (2008–2013)
- Sebastian Kurz (2013–2017)
- Karin Kneissl (2017–2019)
- Alexander Schallenberg (2019–2021)
- Michael Linhart (2021)
- Alexander Schallenberg (2021–2025)
- Beate Meinl-Reisinger (od 2025)[38]